# Karl Menzies
Karl Menzies, nacido el 17 de junio de 1977 en Devonport (Tasmania), es un ciclista australiano, miembro del equipo Cylance Cycling. Fue segundo del UCI Oceania Tour 2006-2007 gracias a sus resultados en el Herald Sun Tour 2006 (7.º en la general y vencedor de una etapa), en el Tour Down Under 2007 (2.º en la general y una victoria de etapa), y la tercera posición en el Campeonato de Australia en Ruta.

## Palmarés
2001
- 1 etapa del Tour de Southland

2004
- 1 etapa del Herald Sun Tour

2005
- 1 etapa del Tour de Southland
- International Cycling Classic

2006
- Nature Valley Grand Prix
- 1 etapa del Herald Sun Tour
- 1 etapa de la Redlands Classic

2007
- 1 etapa del Tour Down Under
- 3.º en el Campeonato de Australia en Ruta

2009
- Tour de Elk Grove

2011
- 1 etapa del Tour de Elk Grove